# Ahmadu Bello
Alhaji Sir Ahmadu Bello, född 12 juni 1909 i Rabbah i Nigeria, död 15 januari 1966, var en nigeriansk politiker.
Bello var ättling till Fulanirikets (Sokotokalifatets) grundare, Usman dan Fodio. Han var en duktig politiker, och blev ledare i Northern People's Congress (NPC), det mest inflytelserika politiska partiet i Nigeria. Sedan Nord-Nigeria fått inre självstyre 1954 valdes han till regionens första premiärminister. Bello spelade en viktig politisk roll i det självständiga Nigeria till dess att han dödades vid en militärkupp 1966.